# 国際連合安全保障理事会決議132
国際連合安全保障理事会決議132（こくさいれんごうあんぜんほしょうりじかいけつぎ132、英: United Nations Security Council Resolution 132, UNSCR132）は、1959年9月7日に国際連合安全保障理事会で採択された決議。ラオス国境地帯の不安定化の調査についてのものであると同時に、同年に採択された唯一の安保理決議である。

## 概要
この年の非常任理事国だった6国のうちアルゼンチン、イタリア、日本、チュニジアからなる小委員会を任命することを決定し、ラオスに関する安保理前の声明を検討し、さらなる声明および文書を受領し、照会してできるだけ早く理事会に報告するよう指示した。
ラオスは以前、北ベトナムからの軍隊がその共有する国境を越えてラオスに対して軍事攻撃を行ったと非難しており、安全保障理事会の議長は緊急に会議を招集した。決議は、ソビエト連邦（反対票）以外の10国が賛成票を投じて採択された。小委員会は、この横断はゲリラ的なものであり、北ベトナム軍に責任があるとは明確に立証できないと結論づけた。なお、1959年に採択された安保理決議はこの132号決議のみである。

## 詳細
以下はその和訳。
安全保障理事会は、
アルゼンチン、イタリア、日本及びチュニジアからなる小委員会を任命することを決定し、この小委員会に対し、ラオスに関する安全保障理事会に対する陳述を検討し、更に（その）陳述及び文書を受け取り、必要と判断する調査を行い、できる限り早く理事会に報告することを指示する。